# Războinicul de pe strada Waverly
Războinicul de pe strada Waverly  este un film cu supereroi american din 1997, regizat de Manny Coto⁠(d).

## Rezumat
Viața unui elev timid din clasa a șaptea, Spencer Griffith, care are o pasiune pentru o colegă de școală pe nume Michelle Eberhardt, se schimbă într-o noapte când vede un meteorit misterios, care se prăbușește într-o groapă de gunoi din apropiere. Ieșind pe furiș din casă pentru a investiga, descoperă că meteoritul este de fapt o mică rachetă care transportă un „Cybersuit”, un prototip de costum exoscheletal cu inteligență artificială din altă galaxie. El decide să îl încerce și se contopește cu el, dar are nevoie de ceva timp pentru a se adapta la experiență, inclusiv la noua viteză și forță, apoi începe să testeze diferitele funcții și abilități primare ale acestuia, hotărând să îl numească „Cy”.
El continuă să se plimbe prin oraș făcând tot ce vrea, începând cu a se răzbuna pe bătăușul Manfred „Turbo” Bruntley, apoi salvând-o pe Michelle și pe prietenii ei dintr-un Rock-O-Plane avariat și comandând mâncare de la un restaurant fast-food drive-thru. El suportă, de asemenea, glumele hilare ale distrugerii unei părți a casei sale după ce își blochează capul în frigider, descoperind modul neplăcut în care acesta îi permite să își mănânce mâncarea la pachet și găsind o modalitate de a face pipi atunci când nu îl lasă să iasă pentru a o face.
Între timp, Pământul este vizitat de un Broodwarrior, membru al unei rase extraterestre de insectoizi cuceritori de lumi care poartă în prezent un război împotriva creatorului lui Cy, Tenris De'Thar, și a colegilor săi Trelkins, care l-au dezvoltat ca armă pentru a schimba cursul războiului, dar care a fost nevoit să îl lanseze în spațiu din cauza unui atac al Broodwarrior. Misiunea lui Broodwarrior este să o găsească și să o captureze pentru ca rasa sa să o poată analiza. După prima întâlnire cu Broodwarrior, Spencer evadează, îl forțează pe Cy să îl lase să iasă și îl abandonează, temându-se că ar putea să nu „trăiască până la următoarea sa aniversare” dacă îl „angajează” pe Broodwarrior. Întors acasă, după ce se uită peste una dintre benzile sale desenate intitulată MidKnight Warrior și se gândește la ce ar face personajul principal, în situația sa, iese din nou să-l caute pe Cy. În mod neașteptat, se trezește însoțit de Turbo, care îi devine treptat prieten, doar pentru a descoperi că Broodwarrior l-a luat pe Cy. Ei se îndreaptă spre groapa de gunoi, unde Broodwarrior este pe punctul de a fi dus în afara lumii, și creează un plan pentru a-i distrage atenția suficient de mult timp pentru a-i permite lui Spencer să îl salveze pe Cy. Spencer face acest lucru și începe să se lupte cu Broodwarrior.
În timpul luptei, Broodwarrior preia controlul, iar Cy este lovit de mai multe ori de buzduganul lui Broodwarrior, deteriorându-l grav și forțându-l să îl ejecteze pe Spencer înainte de a se deconecta complet. Spencer îl acoperă cu fier vechi pentru a-l ascunde de Broodwarrior, ia o bucată din el și continuă să lupte cu Broodwarrior, care începuse să încerce să-l urmărească pe Turbo. Spencer îl înfruntă pe Broodwarrior înainte de a fi urmărit și el și este brusc încolțit în interiorul unui camion de înghețată distrus. Tocmai când Broodwarrior este pe punctul de a scăpa de Spencer, Turbo găsește un panou de control și activează concasorul de mașini în care se află camionul, dezvăluind că urmărirea în acesta face parte dintr-o capcană. Spencer scapă în timp ce camionul este comprimat într-un cub de metal solid, ucigându-l pe Broodwarrior.
Cu Broodwarrior acum distrus, Spencer și Turbo se întorc la Cy, dar se pare că au ajuns prea târziu pentru a-l salva. Tocmai când Spencer începe să-și piardă speranța, Tenris De'Thar și un mic grup de soldați Trelkin apar dintr-un OZN uriaș care orbitează în jurul Pământului și repară rapid Cy, reînviindu-l. După ce Spencer își ia rămas bun de la Cy, soldatul extraterestru șef îi înmânează o insignă pentru bravură și curaj, înainte de a pleca înapoi pe lumea lor natală, iar noaptea lungă și plină de evenimente se încheie în sfârșit. A doua zi, la școală, un Spencer acum încrezător, încurajat de Turbo, începe o conversație cu Michelle.

## Distribuție
- Joseph Mazzello - Spencer Griffith
- Richard Gilliland - Roland Griffith
- Corinne Bohrer - Janet Holloway
- Alex Daniels - "Cy"
  - Arthur Burghardt - "Cy" (voce)
- Joey Simmrin - Manfred "Turbo" Bruntley
- Brian Simpson - Broodwarrior
- Ashlee Levitch - Stacey Griffith
- Jack McGee - Hank Bruntley
- Danny Masterson - Kevin
- Lauren Eckstrom - Michelle Eberhardt
- Bobby Porter - Nath the Trelkin
- Larry Nicholas - Tenris DeasThar the Trelkin
- Rusty Hanson - Trelkin
- Terry Castillo - Trelkin
- Christine Weatherup - Nadia
- Yumi Adachi - Mika

## Producție
Filmul a făcut parte dintr-un efort al Trimark de a intra în filme mai mari. La American Film Market din 1995, a fost poziționat ca produsul emblematic al Trimark, când a fost prezentat în avanpremieră distribuitorilor străini sub titlul său original, Războinicul de pe strada Waverly. Filmul a avut încasări totale de 7.029.025 de dolari, ceea ce l-a transformat într-o bombă la box office, din bugetul estimat la 12 milioane de dolari.

## Recepție
Pe site-ul agregator de recenzii Rotten Tomatoes, filmul are un grad de aprobare de 43%, cu o notă medie de 5,37/10 pe baza a 14 recenzii. În recenzia sa pentru Chicago Sun-Times, Roger Ebert (care i-a acordat 3 stele din 4) a declarat: "Star Kid, scris și regizat de Manny Coto, are o inimă dulce și mult spirit viclean, iar simbioza dintre băiat și cyborg este tratată inteligent. Pentru copiii de o anumită vârstă, acesta apasă pe butoanele potrivite."

## Piese
Toate piesele (cu excepția primelor două piese) au fost compuse de Nicholas Pike. Coloana sonoră a fost lansată pe compact disc de Sonic Images (27 ianuarie 1998) și lansată ulterior pentru descărcare prin BSX Records (29 ianuarie 2013) cu coperta modificată.
| Track Listing   |                             |                                   |         |  |
| Nr.             | Titlu                       | Notes                             | Lungime |  |
| 1.              | „Magic Carpet Ride”         | Steppenwolf cover by Edgar Winter | 4:22    |  |
| 2.              | „Shadow in the Shade”       | Performed by Theresa Musser       | 4:21    |  |
| 3.              | „Battle on Trelkas”         |                                   | 5:07    |  |
| 4.              | „Another Fun Day at School” |                                   | 1:04    |  |
| 5.              | „Turbo Trouble”             |                                   | 4:19    |  |
| 6.              | „The Cybersuit Arrives”     |                                   | 6:20    |  |
| 7.              | „Turbo Takes a Spin”        |                                   | 3:07    |  |
| 8.              | „In the Fairground”         |                                   | 4:41    |  |
| 9.              | „Mom”                       |                                   | 2:03    |  |
| 10.             | „Rearranging the Kitchen”   |                                   | 1:58    |  |
| 11.             | „Broodwarrior Arrives”      |                                   | 1:43    |  |
| 12.             | „On the Bridge”             |                                   | 4:40    |  |
| 13.             | „Anyone for Tennis”         |                                   | 1:31    |  |
| 14.             | „Home Improvement”          |                                   | 6:31    |  |
| 15.             | „Joyride in the Junkyard”   |                                   | 3:35    |  |
| 16.             | „Cy Runs Out of Steam”      |                                   | 6:49    |  |
| 17.             | „Trelkins Arrive”           |                                   | 2:46    |  |
| 18.             | „Farewell to the Trelkins”  |                                   | 2:35    |  |
| 19.             | „Finale”                    |                                   | 2:41    |  |
| Lungime totală: | Lungime totală:             | Lungime totală:                   | 70:13   |  |

## Adaptare
Un prequel a fost lansat sub formă de carte de benzi desenate, scris de Manny Coto și desenat de John Stokes. Acesta a fost publicat de Dark Horse Comics, mai întâi ca o miniserie de două numere sub titlul original al filmului Războinicul de pe strada Waverly în 1996 și mai târziu ca un one-shot intitulat Star Kid în 1998.